# Sam440ep
A Sam440ep (más írásmóddal: SAM440EP; kódnevén: "Samantha") egy az olasz ACube Systems által megalkotott és gyártott PowerPC processzoros moduláris alaplap. Az alap motiváció egy modern hardver építése volt, mely az AmigaOS 4 futtatására képes, így az alaplap elsősorban az újgenerációs (azaz PowerPC alapú) Amiga számítógépek rajongói körét célozta, de alkalmas volt beágyazott rendszerekben történő alkalmazásra is.

## Jellemzők

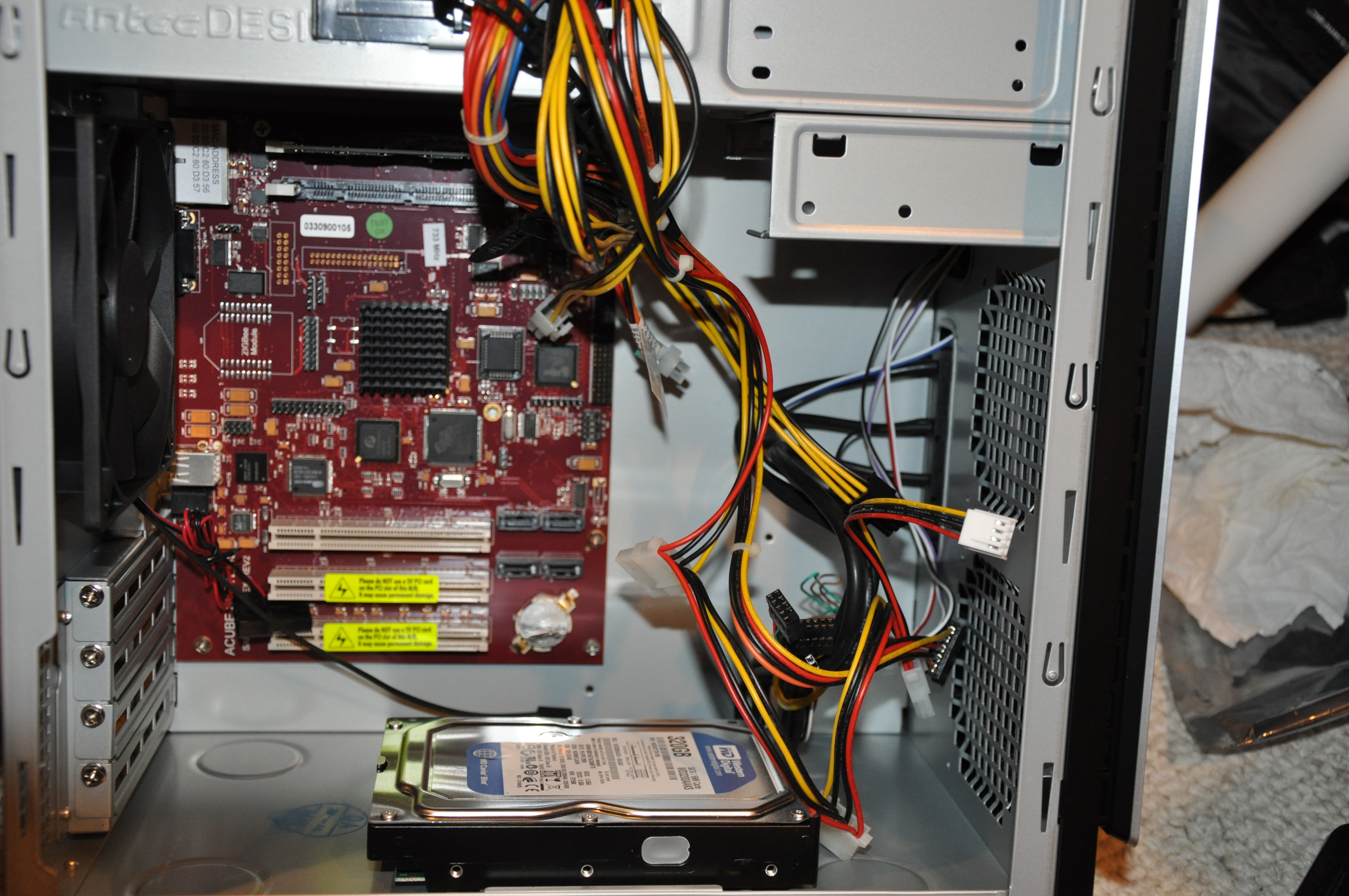
Házba épített Sam440ep-Flex alaplap

Az egylapkás (SoC) kialakításnak — mely a CPU és FPU mellett a legtöbb vezérlőáramkört is magában foglalja — köszönhetően az alaplap nem tartalmaz déli-, illetve északi híd integrált áramköröket, így a rendszer fogyasztása is szerény. A rendszerindítást az U-Boot 1.3.1. verziója végzi.
- AMCC 533/667 MHz PowerPC 440ep (SoC) processzor (nincs aktív hűtés)
- 512 MB 266 MHz DDR SDRAM (alaplapon) + 1x DIMM-100 foglalat
- ATI RADEON Mobility M9 64 MB grafikus vezérlő
- 4x SATA merevlemez (HDD) port
- 1x PCI (32 Bit / 33 MHz) csatlakozó
- 4x USB 2.0 port
- 2x 10/100 Mbit/s Ethernet port
- Sztereó hang (Cirrus Logic CS4281 vagy Realtek ALC655 codec)
- Soros port
- SPI, GPIO interfész[3]
- miniITX (17x17 cm)[5]

### Sam440ep-Flex változat
A Sam440ep-Flex változat alapvető funkcionalitását illetően szinte teljesen megegyezik a Sam440ep-vel, kivéve hogy nem tartalmaz alaplapra integrált rendszermemóriát, illetve videóvezérlőt. A két kimaradt rendszer-összetevő helyett viszont felkerült két memória-bővítő foglalat és három PCI foglalat, mely így rugalmasabb bővíthetőséget ("FLEXibility") biztosít. Az alaplaphoz 512 MB DDR SDRAM-ot és ATI Radeon 9250 videókártyát (128 MB videómemória, PCI élcsatlakozó) lehetett rendelni. Árultak "komplett rendszert" is Cooler Master Elite 342 házban, 500 GB merevlemezzel és DVD-íróval.
Ez a változat 2009 tavaszán jelent meg 369 eurós bevezető áron A 733 MHz-es gyári órajelű processzor 800 MHz-re "húzott" változatát 399 euróért árulták. A gyártás és értékesítés ún. kötegekben (batch) történt az elkövetkező évek során. 2012 szeptember végén például 1 GB rendszermemóriával, Fractal Design Core 1000 házba épített komplett számítógépeket dobtak piacra.

## Javítások
Több javítás is jelent meg mindkét változatú alaplap alaplaphoz. Egy 2010 december elején, egy pedig 2011 februárjában, mely mindkettő "patch" a PCI alrendszer adatátviteli sebességét volt hivatott növelni. Egy pedig egy évre rá, 2012 februárjában, mely általános rendszerteljesítmény-növelést célzott (pl. agresszív prefetch révén).

## Operációs rendszer támogatás
- AmigaOS 4.1, melyet az alaplappal együtt árusítottak[5]
- AROS, mely portot jelenleg is karbantartanak.[12]
- Linux, mely esetén a CHRP-n alapuló PowerPC platformok támogatása megszűnik, így a Sam440ep-n is csak egyre régebbi Linux-verziók fognak működni,[13] mint pl. Debian Lenny, Fedora 9, Ubuntu 7.04.[5]